# 9269 Peterolufemi
9269 Peterolufemi è un asteroide della fascia principale. Scoperto nel 1978, presenta un'orbita caratterizzata da un semiasse maggiore pari a 2,5669081 au e da un'eccentricità di 0,1528839, inclinata di 13,15771° rispetto all'eclittica.